# Lorrie Fair
Lorraine Ming Fair, mais conhecida como Lorrie Fair (Stanford, 5 de agosto de 1978), é uma futebolista estadunidense.